# Pudukkottai (huyện)
Huyện Pudukkottai là một huyện thuộc bang Tamil Nadu, Ấn Độ. Thủ phủ huyện Pudukkottai đóng ở Pudukkottai. Huyện Pudukkottai có diện tích 4651 ki lô mét vuông. Đến thời điểm năm 2001, huyện Pudukkottai có dân số 1452269 người.